# Рог-Измайловский
Рог-Измайловский — хутор в Новоаннинском районе Волгоградской области России, в составе Краснокоротковского сельского поселения.
Население — 336 (2010)

## История
Основан как хутор Роговский. Хутор относился к юрту станицы Филоновской Хопёрского округа Земли Войска Донского (с 1870 — Область Войска Донского). В 1859 года на хуторе проживали 215 мужчин и 220 женщин. Согласно переписи населения 1897 года на хуторе проживали 664 мужчины и 669 женщины, из них грамотных: мужчин — 178 (26,8 %), грамотных женщин — 6 (0,9 %).
Согласно алфавитному списку населённых мест Области Войска Донского 1915 года земельный надел хутора составлял 4899 десятин, здесь проживало 757 мужчин и 687 женщин, имелись хуторское правление, приходское училище, паровая и ветряная мельница, маслобойня.
С 1928 году хутор — в составе Новоаннинского района Хопёрского округа (упразднён в 1930 году) Нижне-Волжского края (с 1934 года — Сталинградский край). Хутор являлся центром Рог-Измайловского сельсовета. В 1935 году Рог-Измайловский сельсовет включён в состав Бударинского района. Указом Президиума Верховного Совета РСФСР от 12 ноября 1960 года и решением Сталинградского облисполкома от 15 ноября 1960 года № 18/617 Бударинский район был упразднен. Рог-Измайловский сельсовет был включён в состав Новоаннинского района. В 1961 году Рог-Измайловский сельсовет был упразднён, территория передана в состав Вильямского сельсовета (с 1962 года — Полевой сельсовет). В 1974 году хутор Рог-Измайловский передан в состав Краснокоротковского сельсовета.

## География
Хутор находится в пределах Хопёрско-Бузулукской равнины, являющейся южным окончанием Окско-Донской низменности, на северном и западном берегу озера Рог (старица реки Бузулук), на высоте около 90 метров над уровнем моря. На восточном берегу озера Рог — пойменный лес. Почвы — чернозёмы обыкновенные и пойменные нейтральные и слабокислые.
Близ хутора проходит автодорога Новоаннинский — Нижнекардаильский. По автомобильным дорогам расстояние до областного центра города Волгоград составляет 270 км, до районного центра города Новоаннинский — 17 км, до хутора Краснокоротковский — 9,9 км.
Климат
Климат умеренный континентальный (согласно классификации климатов Кёппена — Dfb). Многолетняя норма осадков — 457 мм. В течение города количество выпадающих атмосферных осадков распределяется относительно равномерно: наибольшее количество осадков выпадает в июне — 52 мм, наименьшее в феврале и марте — по 25 мм. Среднегодовая температура положительная и составляет + 6,8 °С, средняя температура самого холодного месяца января −9,2 °С, самого жаркого месяца июля +21,8 °С.
Часовой пояс
Рог-Измайловский, как и вся Волгоградская область, находится в часовой зоне МСК (московское время). Смещение применяемого времени относительно UTC составляет +3:00.

## Население
Динамика численности населения по годам:
| 1859 | 1873 | 1897 | 1915 | 1987 | 2006 |
| ---- | ---- | ---- | ---- | ---- | ---- |
| 435  | 1009 | 1333 | 1444 | ≈530 | 389  |

| 2010 |
| ---- |
| 336  |